# Alpinia capitellata
Alpinia capitellata är en enhjärtbladig växtart som beskrevs av William Jack. Alpinia capitellata ingår i släktet Alpinia och familjen Zingiberaceae. Inga underarter finns listade i Catalogue of Life.